# Manfred Aschke

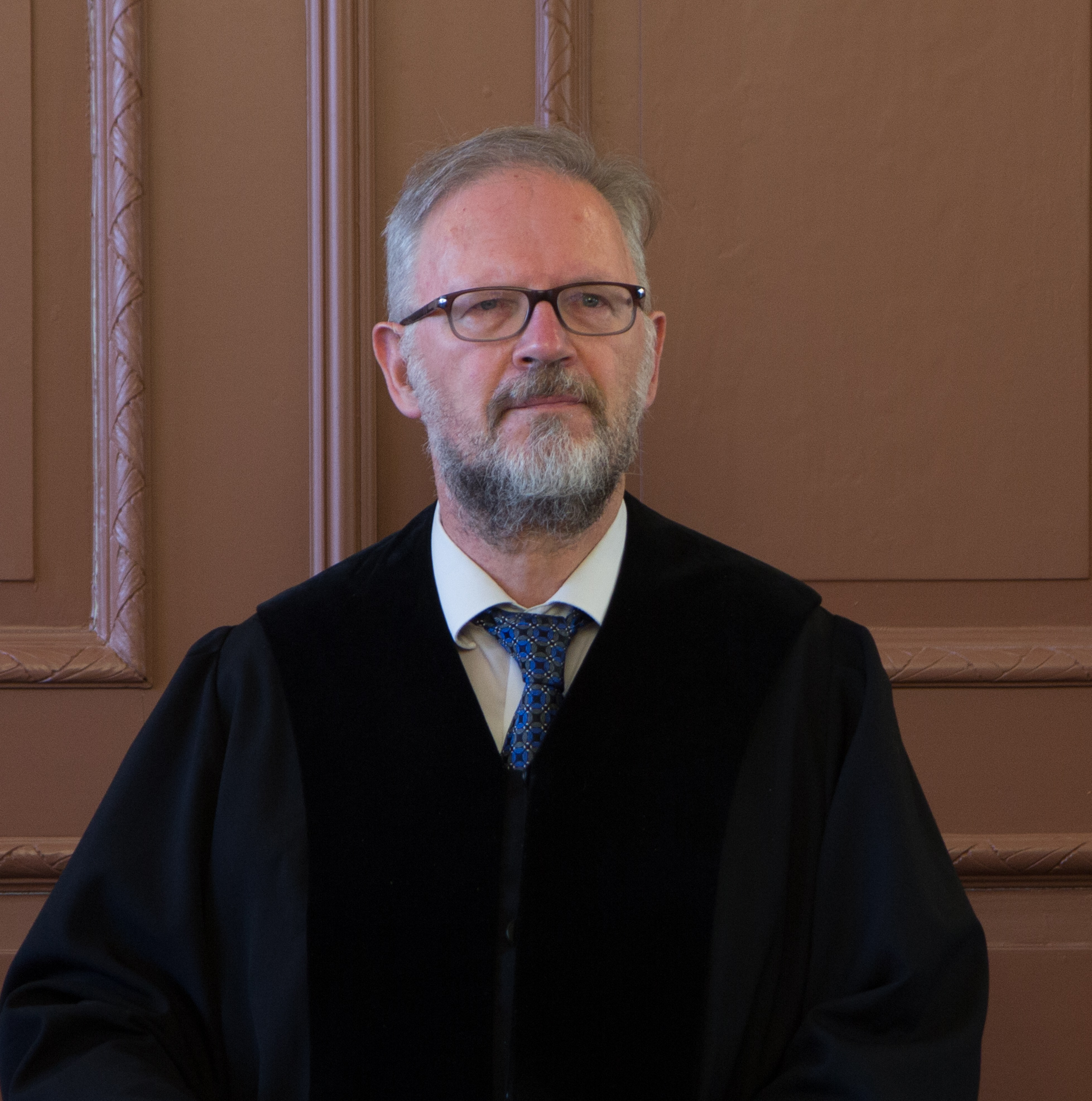
Manfred Aschke, 2017

Manfred Aschke, teilweise auch Aschke-Lepsius (* 21. März 1950; † 23. März 2023) war ein deutscher Rechtswissenschafter. Von Mai 2014 bis März 2018 war er Präsident des Thüringer Verfassungsgerichtshofes; vorher war er Vorsitzender Richter am Thüringer Oberverwaltungsgericht in Weimar.

## Leben
Manfred Aschke war ein Sohn von Viola Aschke-Lepsius, einer Tochter des Theologen und Armenieraktivisten Johannes Lepsius. Er studierte Rechtswissenschaft, Politikwissenschaft und Soziologie in Marburg und Genf und war wissenschaftlicher Mitarbeiter an der Universität Gießen, an der er 1985 mit der Arbeit Übergangsregelungen als verfassungsrechtliches Problem promoviert wurde. Später habilitierte er sich ebenfalls in Gießen für die Fächer Öffentliches Recht und Rechtssoziologie. Ab 2003 war er Honorarprofessor an der Universität Gießen.
Aschke war seit 1982 Richter, zunächst in Hessen am Verwaltungsgericht Gießen, dann beim Hessischen Verwaltungsgerichtshof. 1993 wechselte er nach Thüringen, wo er seit 1995 Vorsitzender Richter beim Thüringer Oberverwaltungsgericht war. Als Präsident des Verfassungsgerichtshofes wurde er von der thüringischen SPD-Landtagsfraktion vorgeschlagen. Aschke erhielt bei der Wahl 69 von 83 abgegebenen Stimmen und folgte damit im Amt auf Joachim Lindner. Im März 2018 schied Aschke aus dem Amt aus, nachdem er die gesetzliche Altersgrenze erreicht hatte. Auf ihn folgte Stefan Kaufmann.
Manfred Aschke war Mitglied der Deutsch-Armenischen Gesellschaft und seit 1998 Gründungsmitglied des Fördervereins des Lepsiushauses Potsdam.

## Veröffentlichungen (Auswahl)
- (mit Hansjochen Dürr): Baurecht Thüringen, 2. Auflage, Baden-Baden : Nomos 2005, ISBN 3-8329-0921-4.
- Kommunikation, Koordination und soziales System : theoretische Grundlagen für die Erklärung der Evolution von Kultur und Gesellschaft, Stuttgart : Lucius und Lucius 2002, ISBN 3-8282-0210-1.
- Johann Bader, Michael Ronellenfitsch (Hrsg.), Manfred Aschke (Bearbeiter): Verwaltungsverfahrensgesetz : Kommentar, München : Beck 2010, ISBN 978-3-406-55539-8.
- Die Verteidigung der universellen Gleichheit des Menschen : von Johannes Lepsius zu Raphael Lemkin, in: Logos im Dialogos, Gedenkschrift für Hermann Goltz, LIT Verlag Münster 2011, ISBN 978-3-643-11027-5, Seite 191–204
- Von den armenischen Reformen 1913 zum Völkermord an den Armeniern 1915 : Kontinuität und Wandel der Aufgaben der Deutsch-Armenischen Gesellschaft (Vortrag im Lepsius-Haus Potsdam 2014) PDF, download